# Felix Melchior
Felix Melchior (* um 1895; † unbekannt) war ein luxemburgischer Radrennfahrer und nationaler Meister im Radsport.

## Sportliche Laufbahn
1917 gewann er die erste Austragung der nationalen Meisterschaft im Straßenrennen der Amateure vor Nicolas Reuter. 1918 verteidigte er den Titel erfolgreich. Bereits 1916 hatte er ein Rennen der damals besten Fahrer Luxemburgs gewonnen, das aber nicht offiziell als Meisterschaft geführt wurde. 1918 wurde er beim Sieg von Joseph Rasqui Dritter im Rennen Grand Prix François Faber. Ihm zu Ehren wurde in seiner Heimat in den 1970er Jahren das Radrennen Grand Prix Felix Melchior veranstaltet, das später auch von Gregor Braun und Lucien Didier gewonnen wurde.